# Hieracium cophanense
Lo sparviere del Monte Cofano (Hieracium cophanense Lojac.) è una pianta appartenente alla famiglia delle Asteraceae, endemica della Sicilia.

## Descrizione
È una pianta camefita suffruticosa, alta 10–30 cm.

L'aspetto è quasi indistinguibile da Hieracium lucidum: presenta un fusto lignificato, ascendente, glabro in basso, con 2-6 rami brevi (1–3 cm).

Le foglie sono lucide, coriacee, ovate, e formano una pseudorosetta nella parte inferiore del fusto; presentano un apice acuminato e margine intero o raramente denticolato.

L'infiorescenza è un grosso capolino di colore giallo, con fitti peli stellati, e spesso 3-5 bratteole.
Il frutto è un achenio bruno-rossiccio.

## Distribuzione e habitat
È una specie endemica del distretto drepano-palermitano della Sicilia, il cui areale è ristretto al Monte Cofano e al  Monte Passo del Lupo  nella riserva dello Zingaro